# 莫博尔热
莫博尔热（法語：Mauborget，法語發音：[mobɔʁʒɛ] ⓘ）是瑞士联邦西部法语区的沃州下设的一个镇。在行政上属于沃州北汝拉区管辖。莫博尔热的总面积为5.51平方公里。截至2010年底，总人口为96。